# Peter Schmid
Peter Schmid, född 26 juli 1898, var en schweizisk vinteridrottare. Han var aktiv inom backhoppning, längdåkning och nordisk kombination under 1920-talet. Han representerade Ski-Club Gstaad.

## Karriär
Peter Schmid deltog i olympiska vinterspelen 1924 i Chamonix i Frankrike. Han tävlade i alla nordiska skidgrenar. I backhoppningen slutade han på 18:e plats. I 18 kilometer längdåkning blev han nummer 14. I nordisk kombination slutade han på en delad elfte plats efter en nionde plats i längdskidåkningen och en 14:e plats i backhoppningen.